# Saint-Barthélemy (Isère)
Saint-Barthélemy ist eine französische Gemeinde mit 929 Einwohnern (Stand: 1. Januar 2022) im Département Isère in der Region Auvergne-Rhône-Alpes; sie gehört zum Arrondissement Vienne und zum Kanton Roussillon. 

## Geografie
Die Gemeinde Saint-Barthélemy liegt an der Raille, etwa 30 Kilometer südöstlich von Vienne. Umgeben wird Saint-Barthélemy von den Nachbargemeinden Pisieu im Norden, Pommier-de-Beaurepaire im Nordosten, Beaufort im Osten und Südosten, Marcollin im Süden sowie Beaurepaire im Westen.

## Bevölkerungsentwicklung
| Jahr                       | 1962 | 1968 | 1975 | 1982 | 1990 | 1999 | 2011 | 2021 |
| Einwohner                  | 536  | 577  | 605  | 620  | 674  | 765  | 968  | 924  |
| Quellen: Cassini und INSEE |      |      |      |      |      |      |      |      |

## Sehenswürdigkeiten
- Kirche Saint-Barthélemy

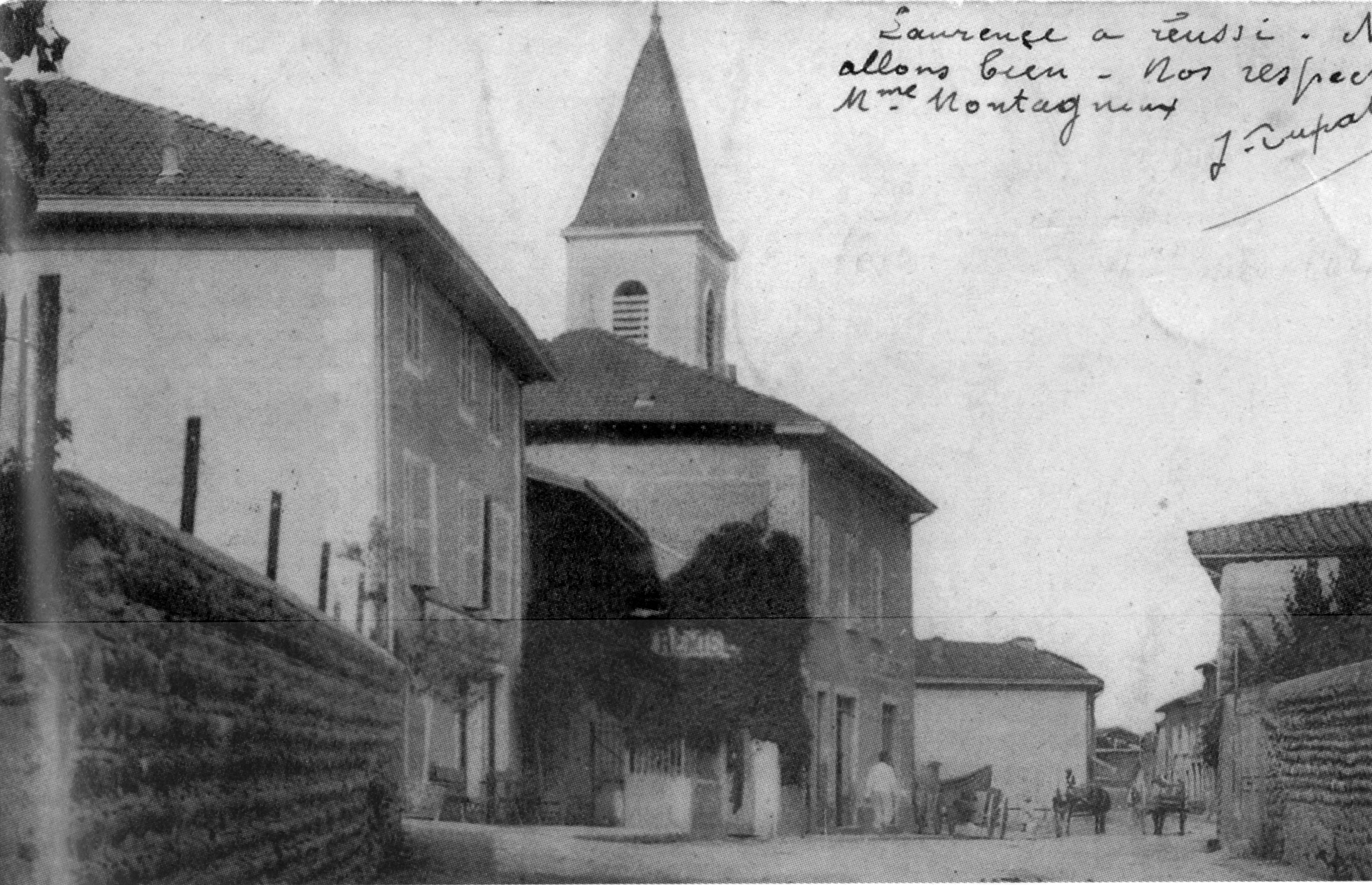
Saint-Barthélemy 1906
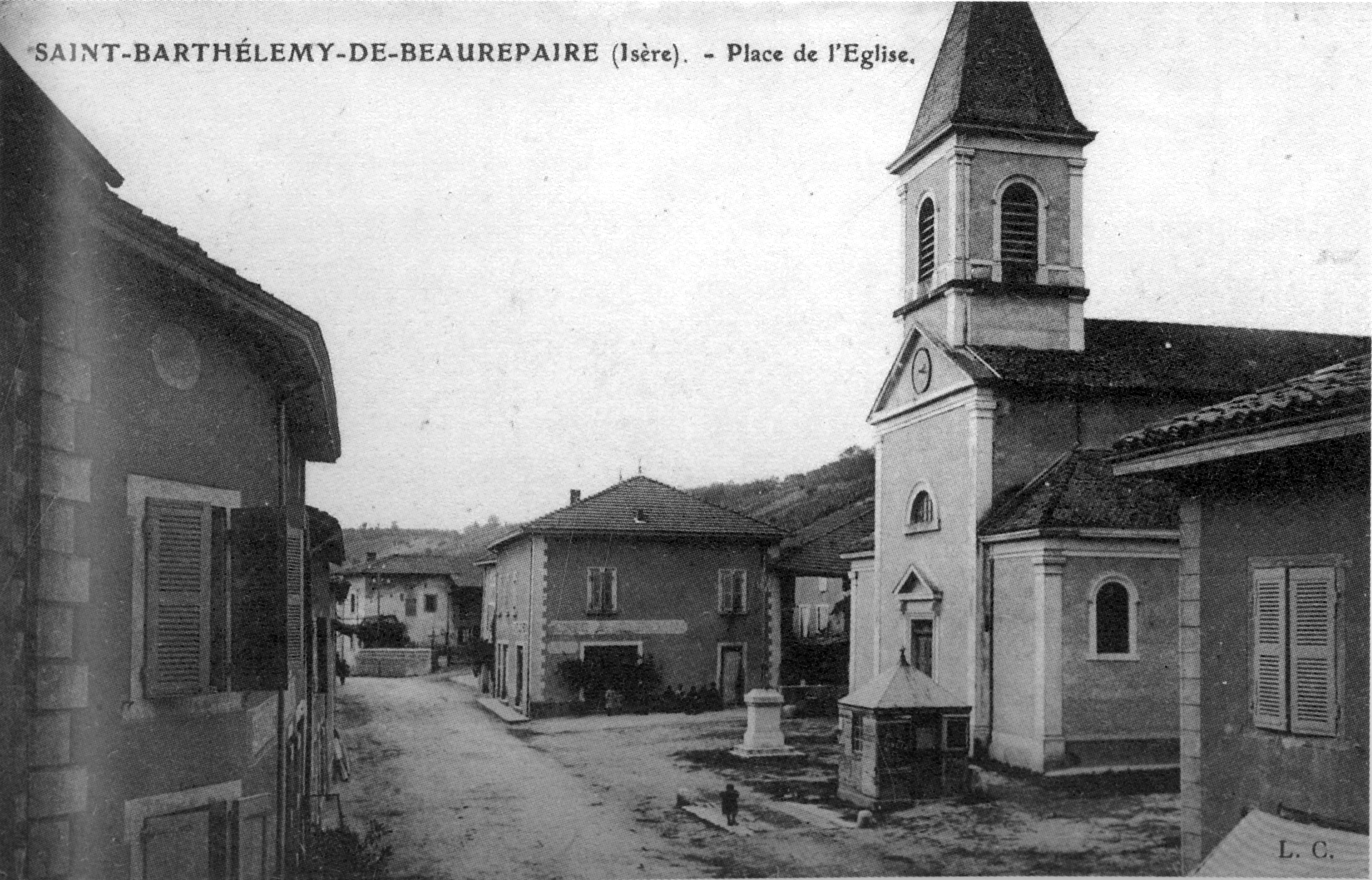
Saint-Barthélemy 1920